# Za nepřátelskou linií
Za nepřátelskou linií (anglicky Behind Enemy Lines) je americký dramatický film, který v roce 2001 natočil režisér John Moore. Film se natáčel na Slovensku a ve slovenských ateliérech na Kolibě. 

## Děj
Navigátor Chris Burnett (Owen Wilson) a jeho pilot Jeremy Stackhouse (Gabriel Macht) jsou, po porušení bezletové zóny nad Bosnou a vyfotografování masových hrobů, ve svém F/A-18F Super Hornet sestřeleni protiletadlovou raketou SA-13 vystřelenou srbskou jednotkou vedenou generálem Miroslav Lokarem (Olek Krupa). Lokar s vojáky se okamžitě vydávají na místo dopadu katapultovaných pilotů, kde nachází Stackhouse a zastřelí jej. Burnett se před nimi schová v lese, odkud vše vidí.
Na pronásledování Burnetta se také vydává odstřelovač Saša (Vladimir Maškov). Celou dobu Burnett udržuje kontakt s admirálem Reigartem (Gene Hackman), který mu předává informace o místě, kde by ho měl záchranný tým vyzvednout. Poté, co ho málem Saša zastřelil na přehradě, potkává skupinu civilistů bojují proti útlaku Srbů. Ti jej vezmou do města Hač, na které zrovna zaútočí srbská jednotka. Hornett si vezme uniformu mrtvého Srba, a tak se dostane z obkličení, avšak při boji se mu rozbijí vysílačka.
Srbové tvrdí, že Burnett je mrtev, poté co najdou svého vojáka oblečeného v letecké kombinéze. Mezitím se Burnett snaží dostat na předem smluvené místo. Kvůli mylné informaci o jeho smrti se vrtulník otáčí a odlétá. Nakonec však přece jen kontaktuje americké jednotky přes lokátor ukrytý v katapultované sedačce. Srbové však signál dokážou lokalizovat a vydávají se také na místo. První na místě je Saša, na kterého Burnett nachystá past, a poté ho zastřelí. O něco později se na místo dostává těžká srbská technika, ale na tu už začnou dopadat rakety z vrtulníků. Burnett ještě vytáhne ze sedadla nahrávací disk, kde jsou masové hroby vyfotografovány a dostává se na palubu vrtulníku.

## Inspirace skutečností
Film byl volně inspirován incidentem kdy byl nad Bosnou 2. června 1995 sestřelen kapitán Scott O'Grady. Podařilo se mu přežít šest dnů, než byl zachráněn. Údajně také podal žalobu na výrobce filmu, za to, že bez povolení použili jeho příběh do filmu.
Děj však víc připomíná příběh britského pilota, nadporučíka Nick Richardson v letadle Sea Harrier FRS Mk.1 Royal Navy, který byl sestřelený v Bosně v roce 1994. Některé scény se podobají smyšleným událostem v knize Bod dopadu o RAF pilotovi Johnu Nicholovi, který byl sestřelen a zajat ve válce v zálivu.

## Obsazení
| Owen Wilson             | poručík Chris Burnett          |
| Gene Hackman            | admirál Leslie McMahon Reigart |
| Joaquim de Almeida      | admirál Piquet                 |
| David Keith             | Tom O'Malley                   |
| Olek Krupa              | Miroslav Lokar                 |
| Gabriel Macht           | poručík Jeremy Stackhouse      |
| Charles Malik Whitfield | seržant Rodway                 |
| Vladimir Maškov         | Saša                           |
| Marko Igonda            | Bazda                          |
| Eyal Podell             | Kennedy                        |
| Geoff Pierson           | admirál Donnelly               |
| Leon Russom             | pan Burnett                    |
| Lucia Srncová           | dívka                          |
| Daniel Margolius        | mladý muslim                   |